# Сем Кинг Е1
Сем, с латинского [nagibatorus pobeditus] это игрок Rucoy Online обладающий супер человеческими способностями в ПВП (player vs player) который доминирует на игровом сервере Европа 1, имеет за собой титулы "Король Стеира", " Убийца Лотуса"
Примерное состояние "Сема" На данный момент составляет 4 000 000 000 игровой валюты
1. ↑  I. The Immigrant Macdonalds (1815-1830) // John A. MacDonald. — University of Toronto Press, 2018-12-31. — С. 1–20.